# گوکابو
گوکابو (به ژاپنی: 五家宝 Gokabou) یکی از انواع واگاشی (شیرینی ژاپنی) است که تنها در استان سایتاما ساخته می‌شود.